# Inocybe sindonia
Inocybe sindonia (Elias Magnus Fries, 1838 ex Petter Adolf Karsten, 1879) din încrengătura Basidiomycota, în familia Inocybaceae și de genul Inocybe este o specie comună de ciuperci ciuperci otrăvitoare, provocând nu rar intoxicații letale. Acest burete coabitează, fiind un simbiont micoriza (formează micorize pe rădăcinile arborilor). Un nume popular nu este cunoscut. În România, Basarabia și Bucovina de Nord trăiește în grupuri pe soluri bogate și alcaline în păduri de conifere, de foioase și mixte, preferat sub molizi respectiv fagi, dar se poate găsi și la margini de stradă sau drum pe lângă pietriș prin iarbă. Timpul apariției este din (iulie) august până în noiembrie (decembrie).

## Taxonomie

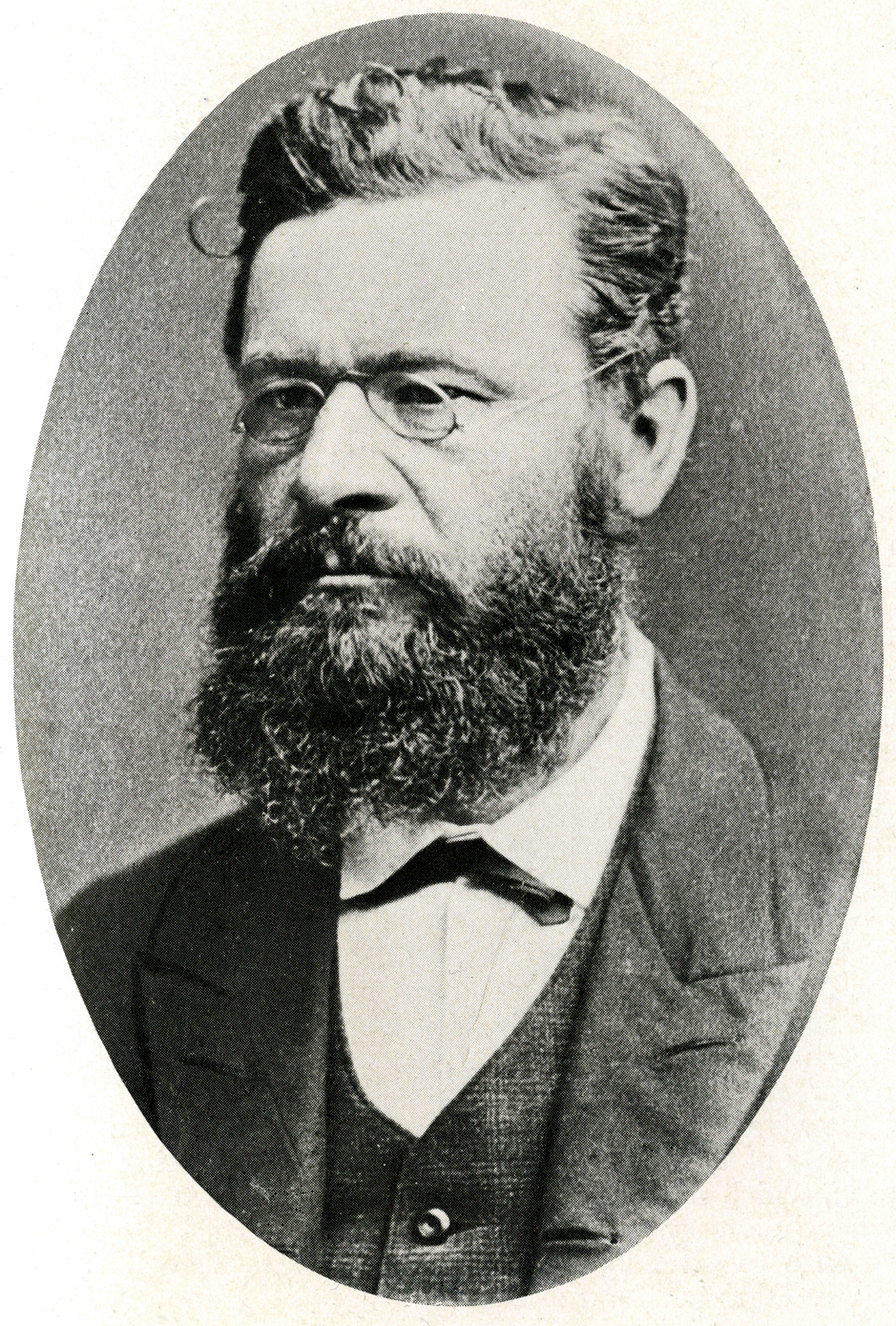
P. Karsten

Numele binomial a fost determinat de marele savant suedez Elias Magnus Fries drept Agaricus comtulus în cartea sa Epicrisis systematis mycologici, seu synopsis hymenomycetum din 1838.
Apoi, în 1879, micologul finlandez Petter Adolf Karsten a transferat specia la genul Inocybe sub păstrarea epitetului, de verificat în volumul 32 al jurnalului botanic Bidrag till Kännedom av Finlands Natur och Folk, fiind numele curent valabil (2021).
Inocybe eutheles taxon creat de micologul francez Lucien Quélet în 1880 pe baza descrierii a botaniștilor englezi Miles Joseph Berkeley & Christopher Edmund Broome din 1865, anume Agaricus euthelus, este văzut parțial ca specie independentă.
Epitetul specific este derivat din cuvântul latin (latină sindon=bumbac, pânză indică), datorită aspectului pălăriei.

## Descriere

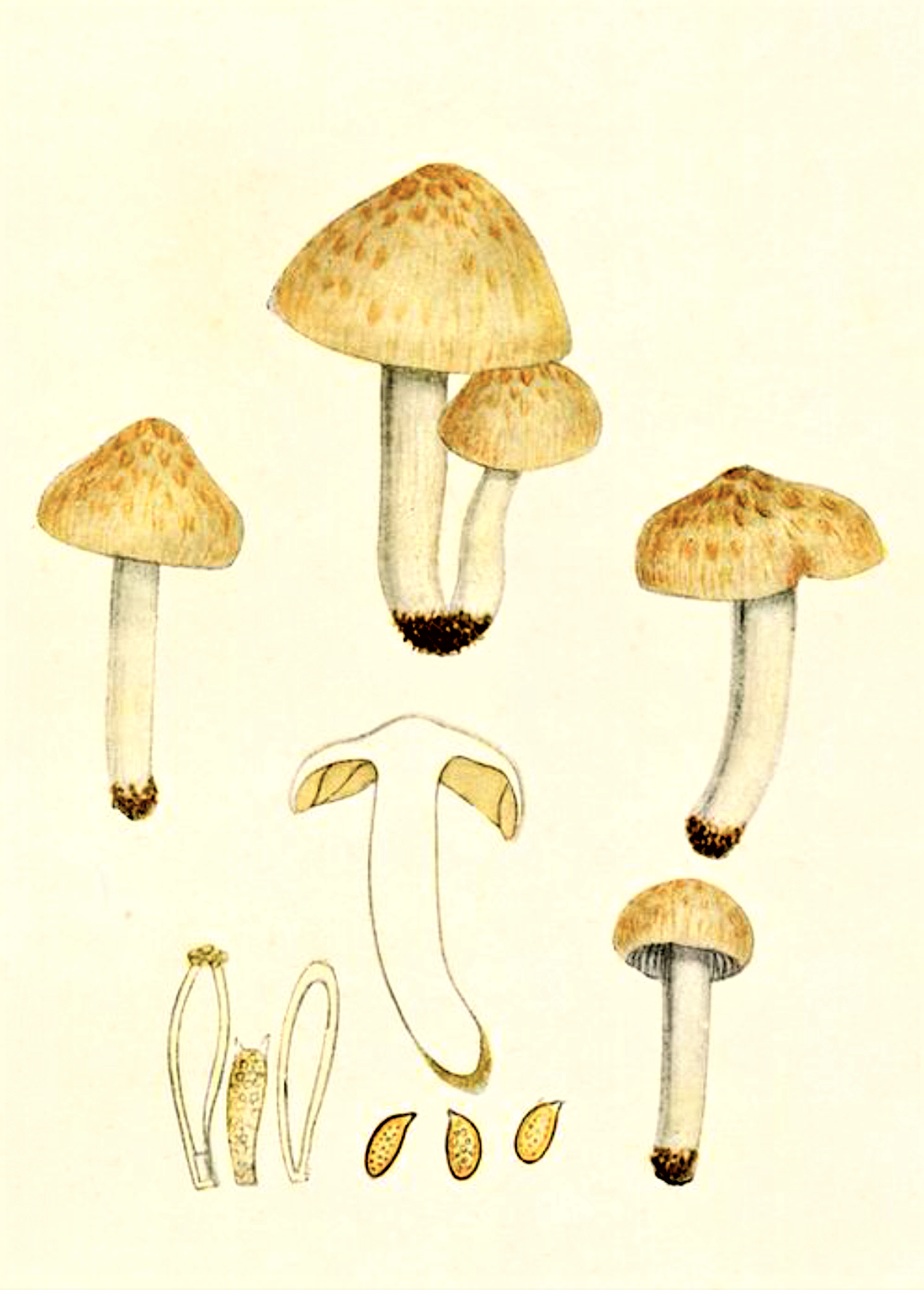
Bres.: Inocybe eutheles

- Pălăria: are un diametru de 3-5 (6) cm, este subțire, inițial conic-emisferică, apoi obtuz conic-convexă care nu se aplatizează complet, păstrând adesea o cocoașă mică și turtită. Marginea pălăriei este netedă, drapată cu resturi lânoase albe ale vălului parțial când buretele este tânăr. Cuticula mată este presărată cu fibrile mătăsoase fine care se transformă mai târziu în solzi alungiți și subțiri radiali cu un aspect de crăpături mărunte, fiind în centrul adesea crustată sau cu pocnituri mici. Coloritul este la început albicios, dar repede palid bej până slab ocru-roșiatic, asemănător chitului de fereastră.
- Lamelele: sunt slab îndoite, destul de subțiri, aglomerate, intercalate și bifurcate precum aderate la picior. Coloritul mai întâi albicios crem până galben-cenușiu, devine odată cu vârsta palid brun, muchiile cu gene fine albicioase.
- Piciorul: fibros și plin de 3-8 (10) înălțime și de 0,3-0,8 cm grosime este cilindric, uneori cu baza ușor umflată sau clavată. Suprafața cu caneluri este, adesea până peste mijlocul tijei pruinoasă (acoperită cu granule albe pudrate), coloritul fiind albicios până palid ocru cu o nuanță roz în partea superioară. Nu prezintă un inel.
- Carnea: subțire, de colorit albicios, alb murdar sau deschis roz-gălbui, ne-oxidând în roșiatic la tăiere. Mirosul este săpunos, ca de detergent de rufe sau de spălătorie, cu nuanțe făinoase, iar gustul blând și făinos. Ea conține o doză mare de muscarină.[3][4]
- Caracteristici microscopice: are spori ocru-portocalii ovoidal alungiți în formă de migdale cu apicoli conici, netezi, având o mărime de 7,5-10 x 4,5-6 microni. Pulberea lor este brună ca tutunul. Basidiile clavate măsoară 28-32 x 7-8 microni. Pleurocistide (elemente sterile situate în himenul de pe fețele lamelor) de 65-78 x 15-18 microni cu pereți groși (2-4 µm) sunt destul de rare, umflat fusiforme, vârfurile fiind de culoare mai închisă în formă de ciucuri cu incrustații apicale. Pereții se decolorează cu hidroxid de potasiu galben strălucitor. Cheilocistidele (elemente sterile situate pe muchia lamelor) cu aspect asemănător măsoară 12-16 x 70-95 microni. Paracistidele (cistide numai puțin diferențiate de pe muchiile lamelor) numeroase, umflat clavate sunt doar de mărime mediocră. Caulocistide (cistide situate la suprafața piciorului), asemănătoare paracistidelor sunt prezente până sub mijlocul piciorului.[10][11]
- Reacții chimice: nu sunt cunoscute.[12]

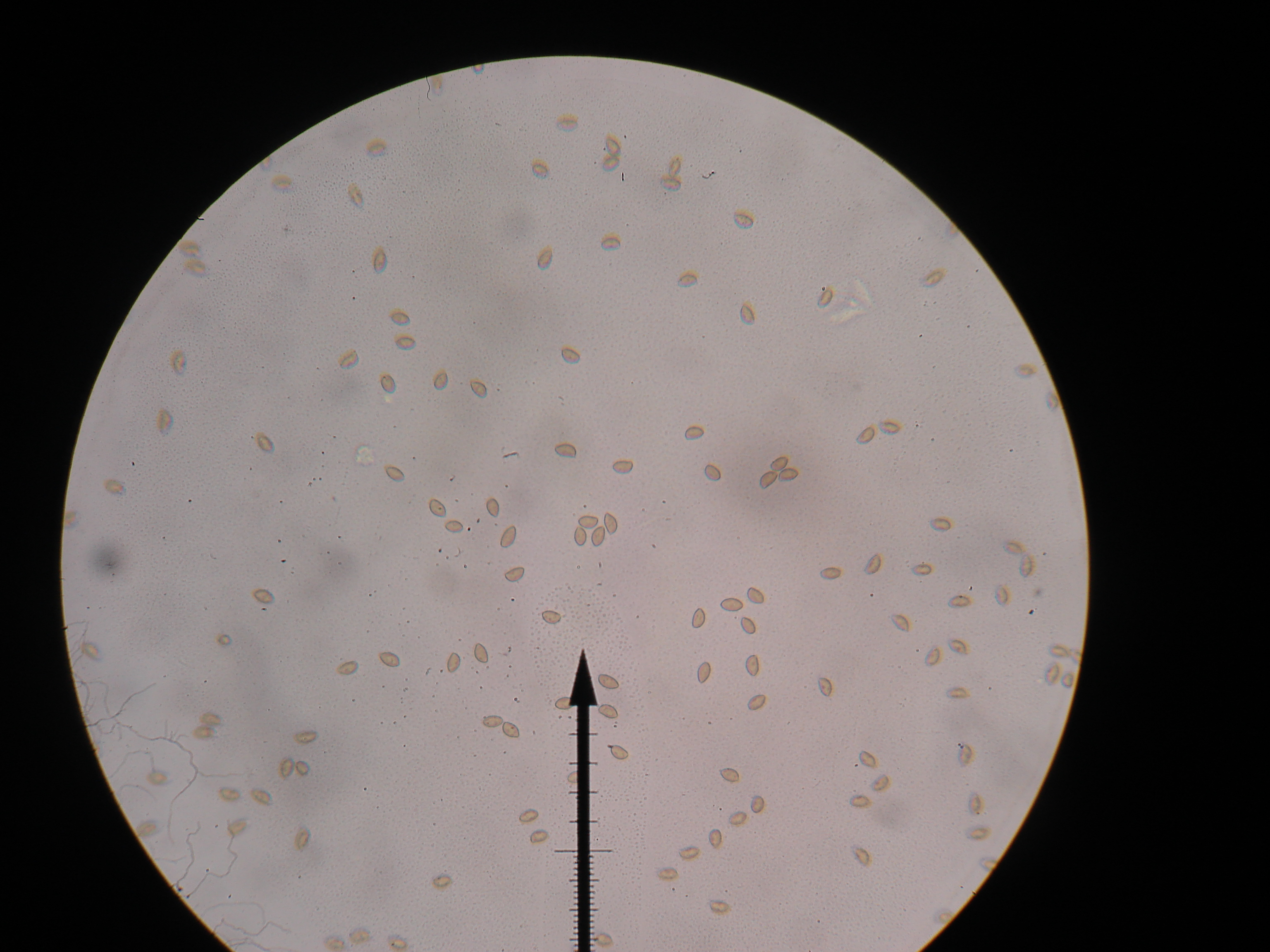
I. sindonia, spori
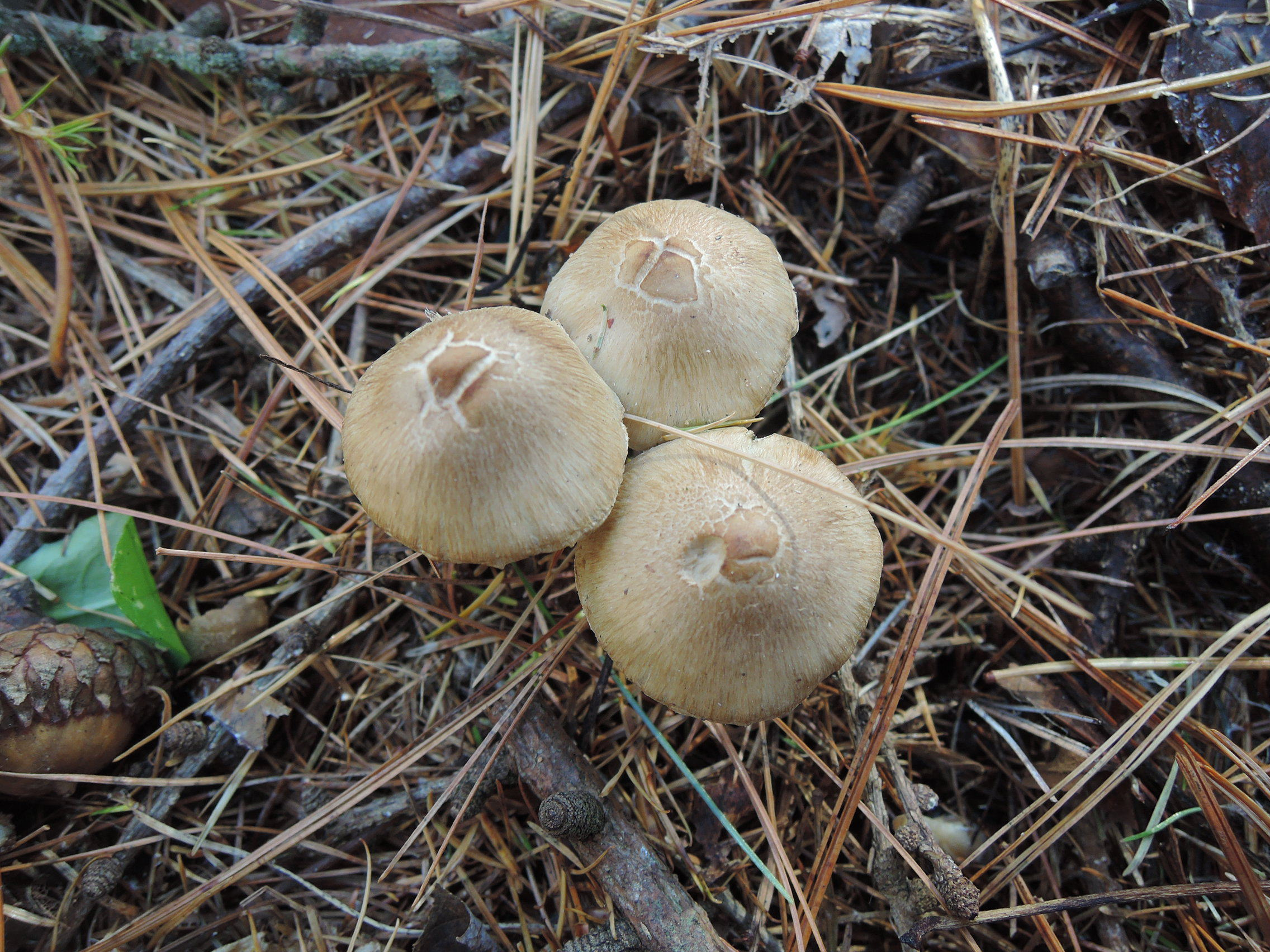
I. sindonia, pălării
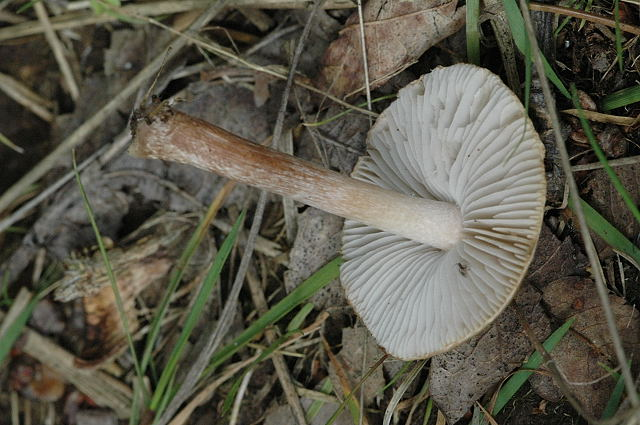
I. sindonia, lamele și picior
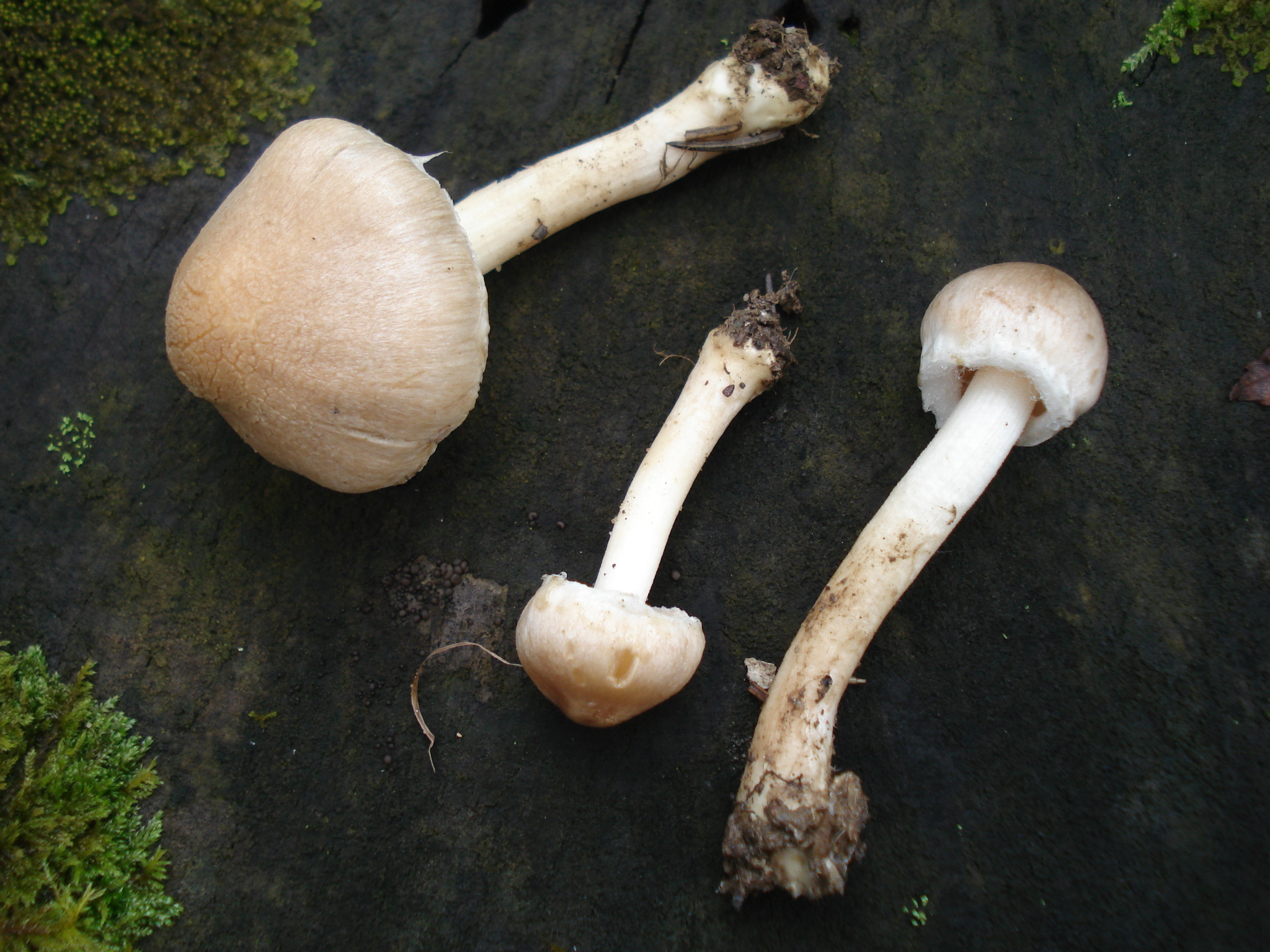
I. sindonia, stadii de evoluție

## Confuzii
Ciuperca și variațiile ei pot fi confundate în mod normal numai cu alte specii otrăvitoare de genul Inocybe, ca de exemplu: Inocybe aeruginascens, Inocybe bongardii, Inocybe cookei, Inocybe erubescens, Inocybe fibrosa, Inocybe hirtella (foarte otrăvitoare, poate chiar letală), Inocybe mixtilis, Inocybe napipes, Inocybe praetervisa, Inocybe pudica, Inocybe rimosa, Inocybe sambucina (foarte otrăvitoare, posibil letală), Inocybe splendens, Inocybe squamata, Inocybe terrigena, Inocybe umbratica sauInocybe whitei, dar, de asemenea, cu comestibilele Agrocybe dura, sau Agrocybe praecox

## Specii asemănătoare în imagini

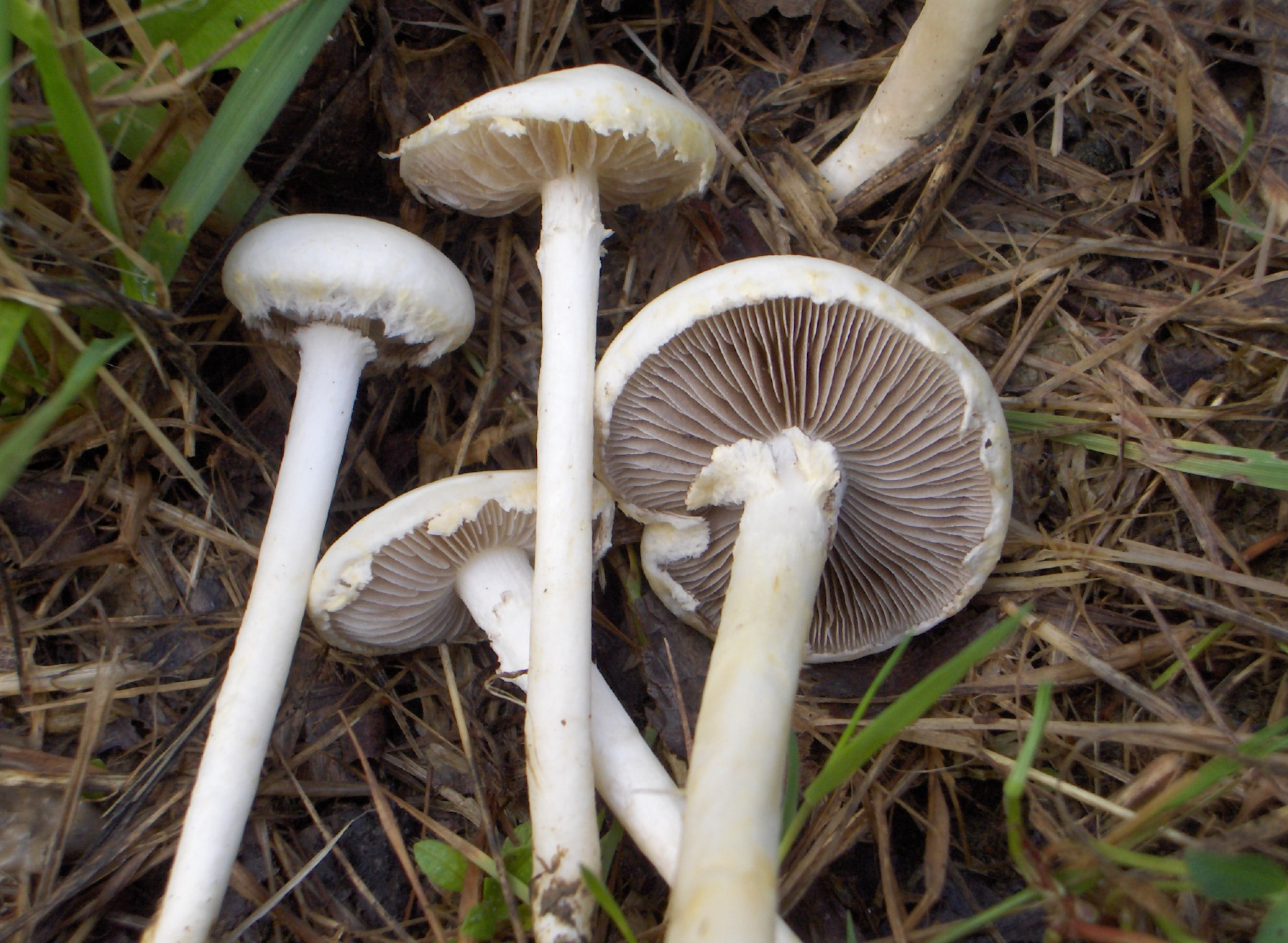
Agrocybe dura
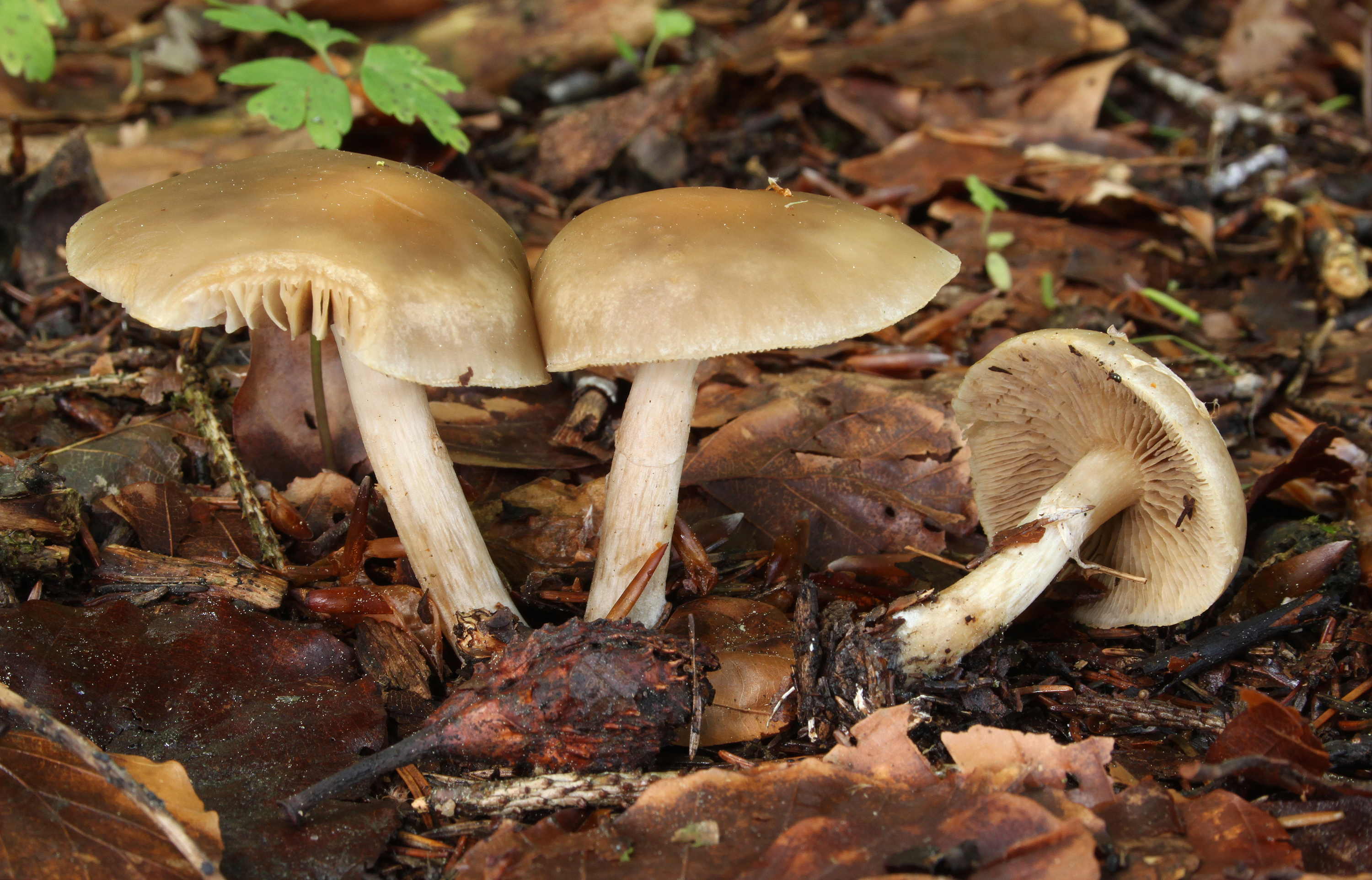
Agrocybe praecox
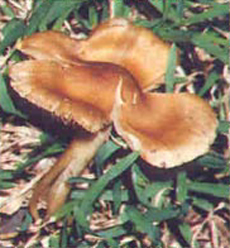
!!Inocybe aeruginascens!!
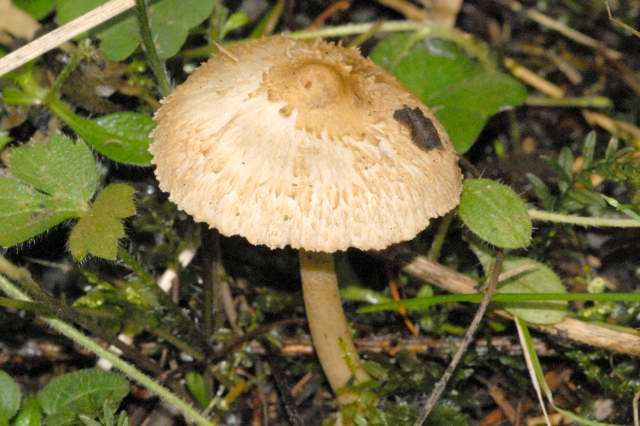
!!Inocybe.bongardii!!
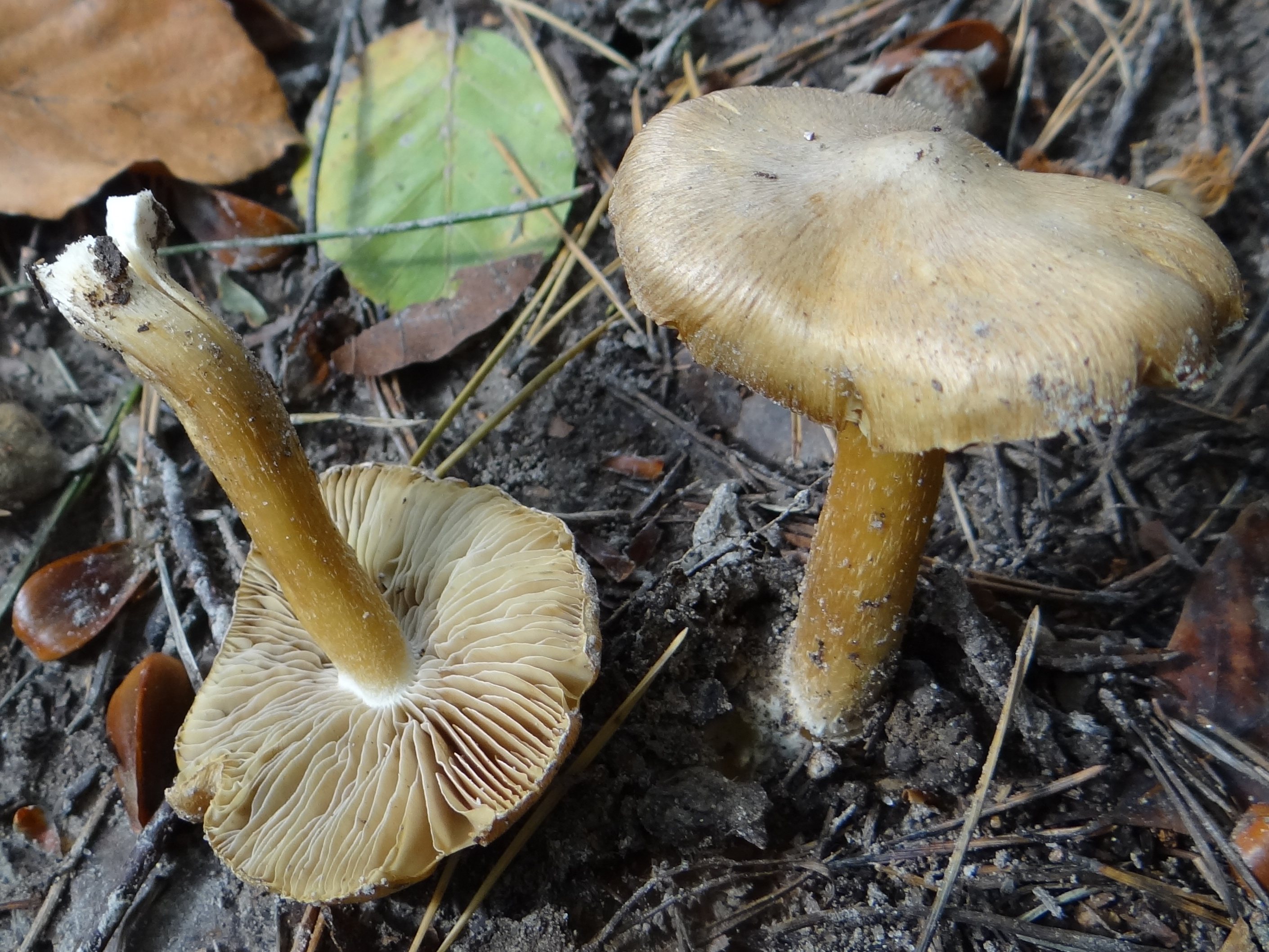
!!Inocybe cookei!!
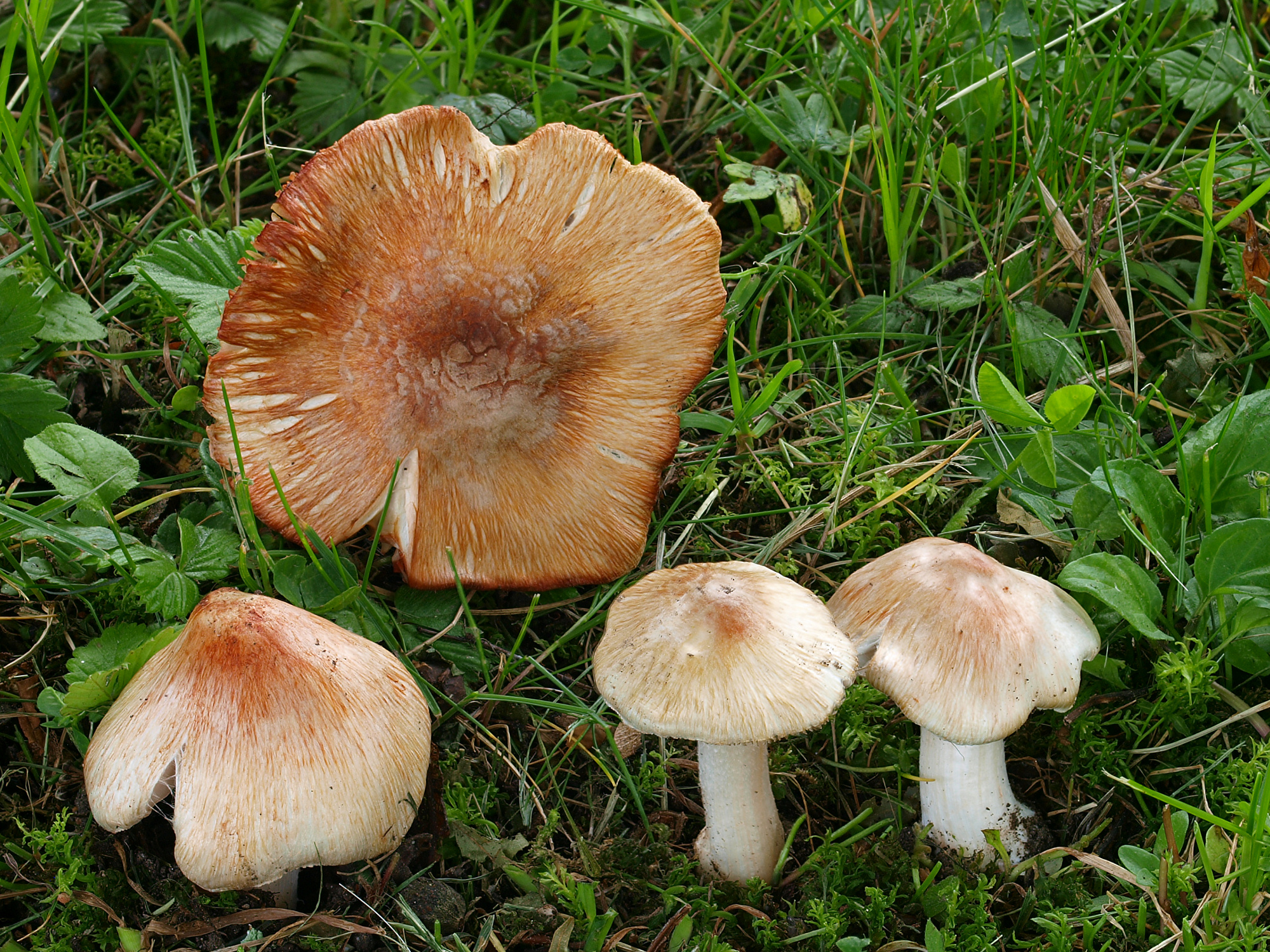
!!!Inocybe erubescens!!!
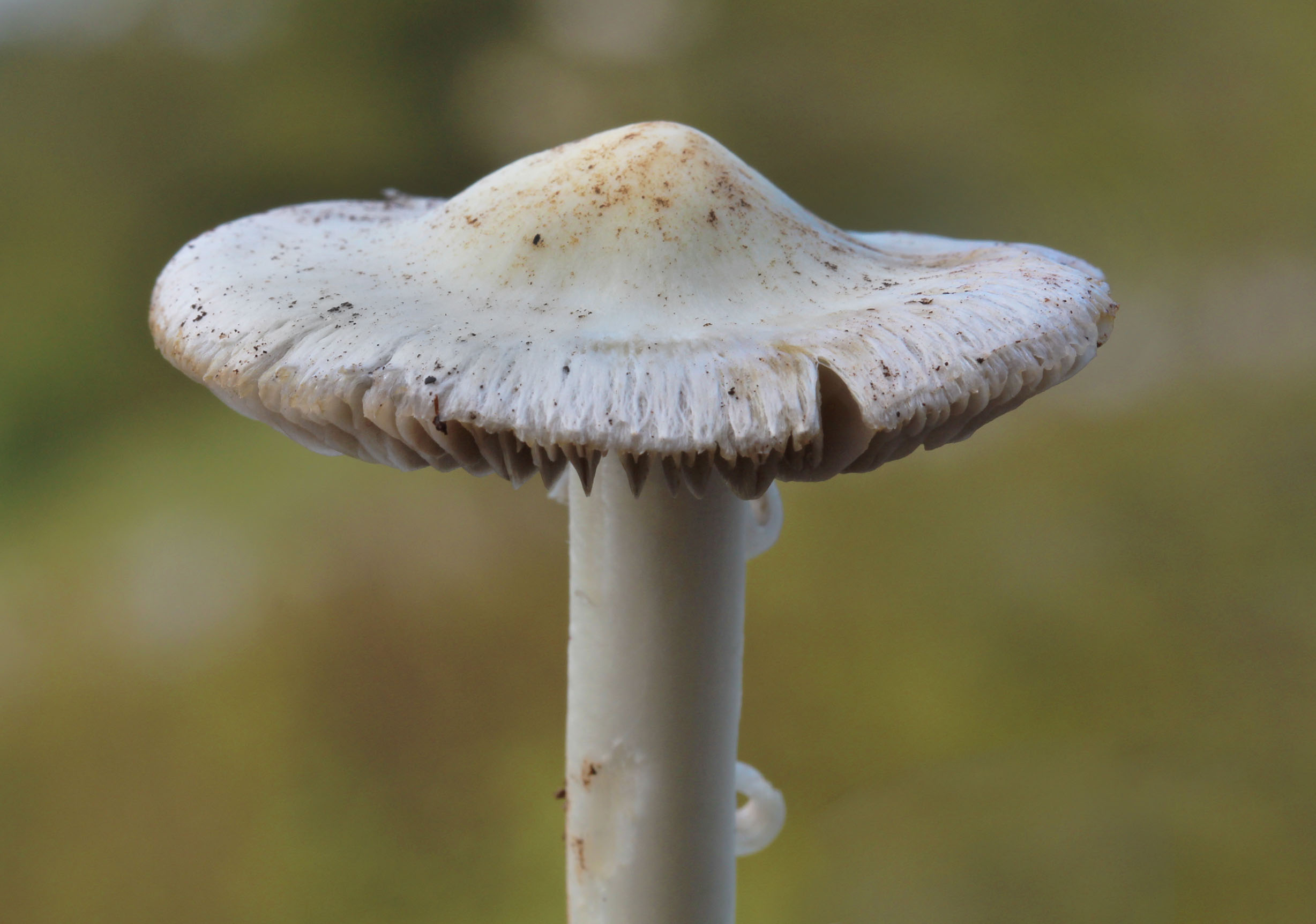
!!!Inocybe fibrosa!!!
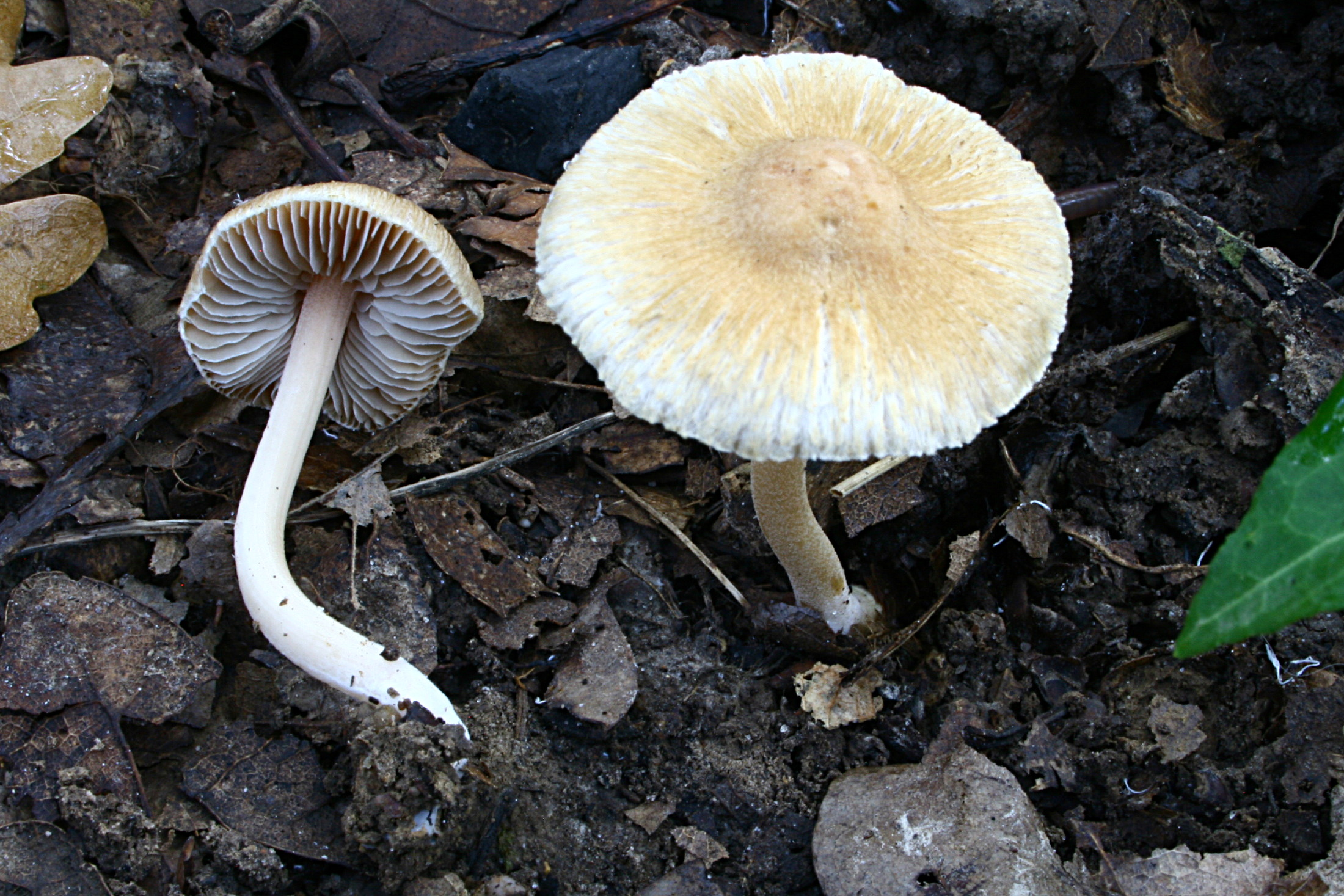
!!!Inocybe hirtella!!!
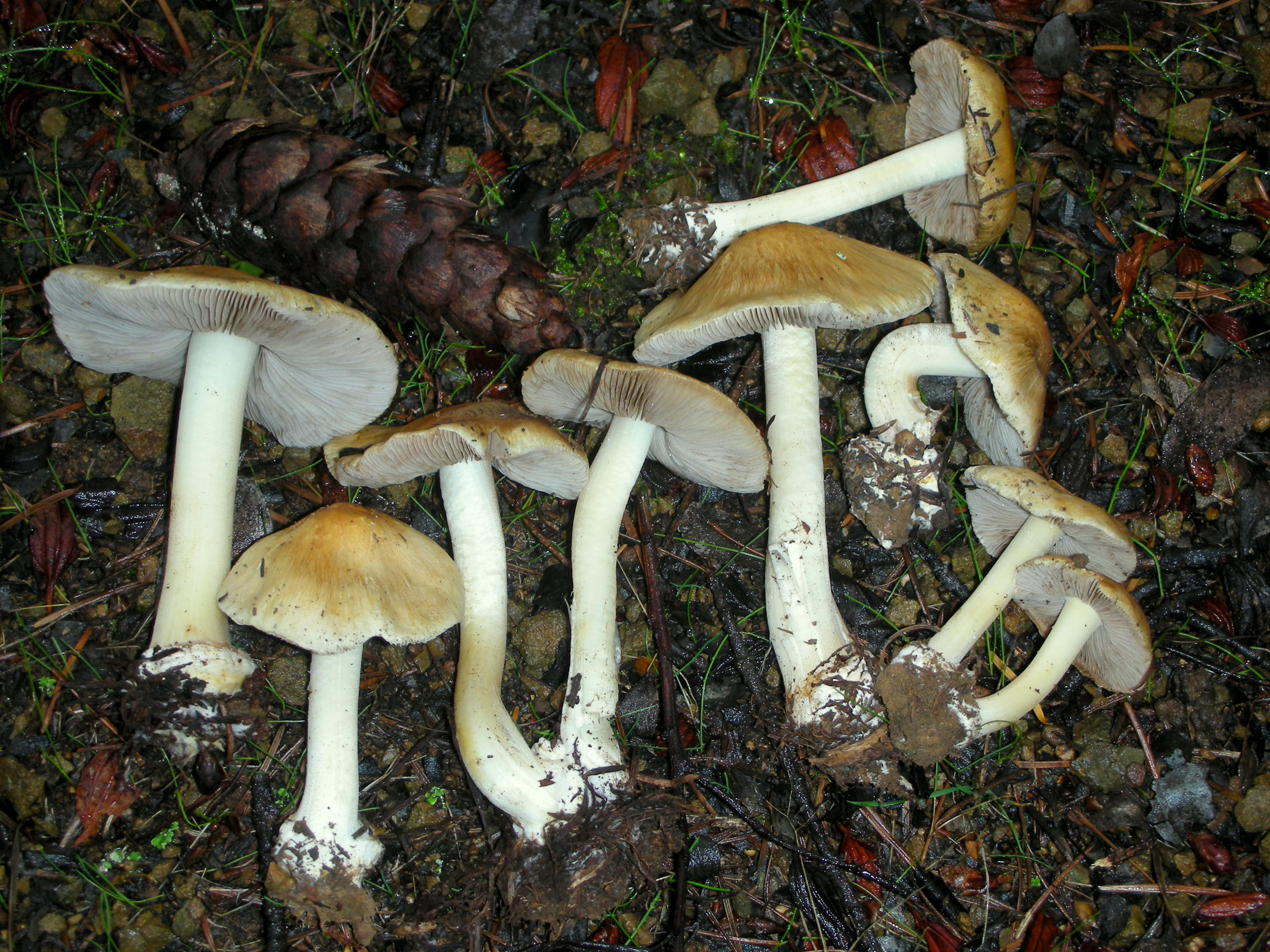
!!Inocybe mixtilis!!
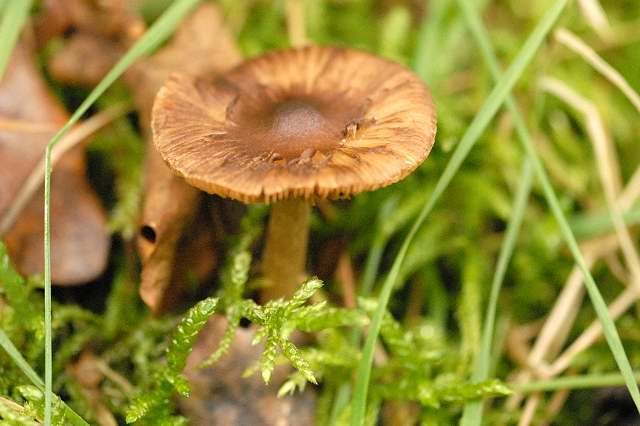
!!Inocybe napipes!!

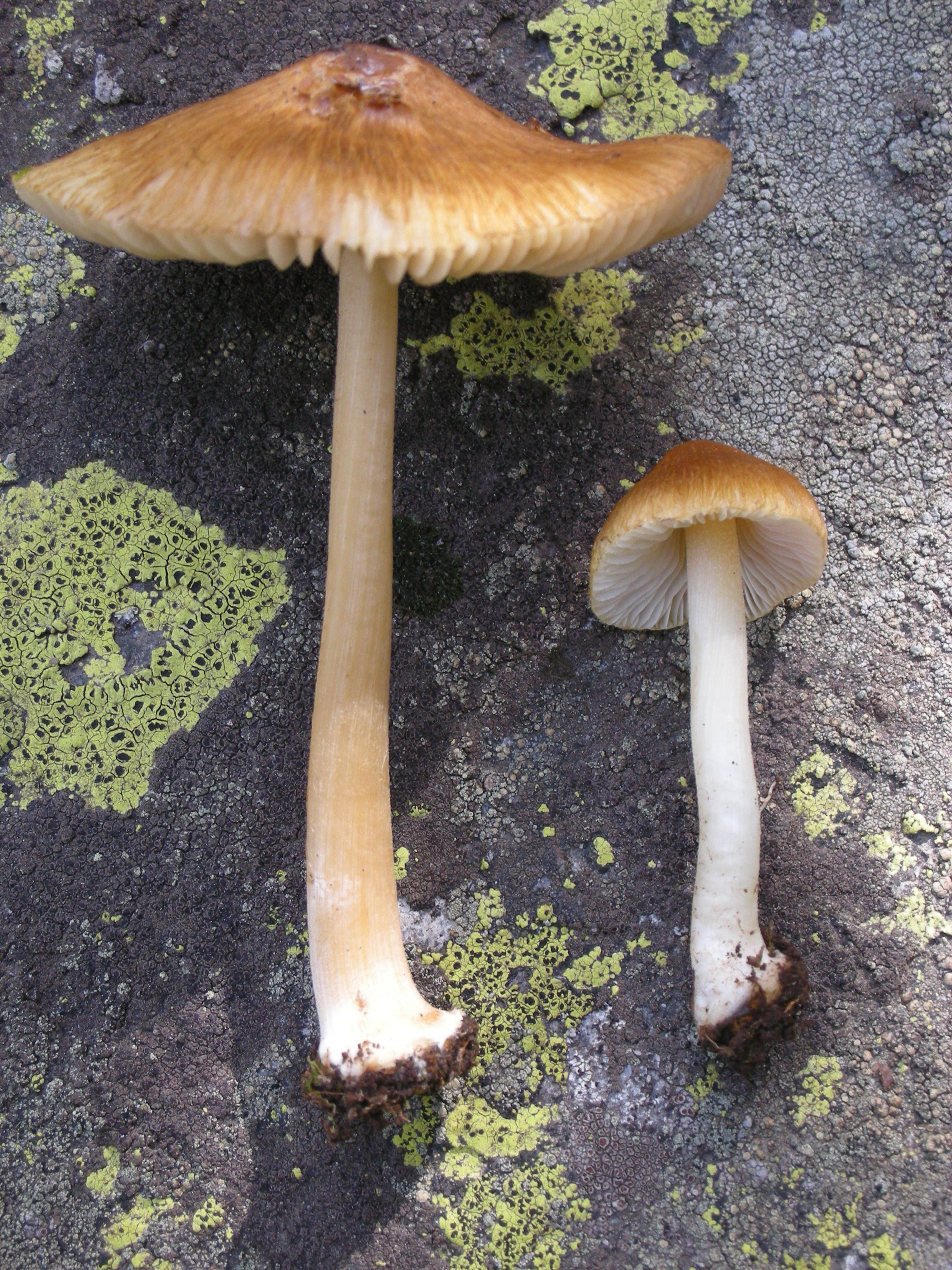
!!Inocybe praetervisa!!
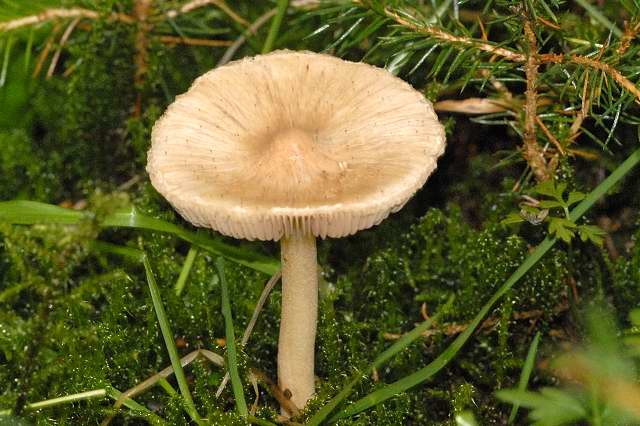
!!!Inocybe.rimosa!!!
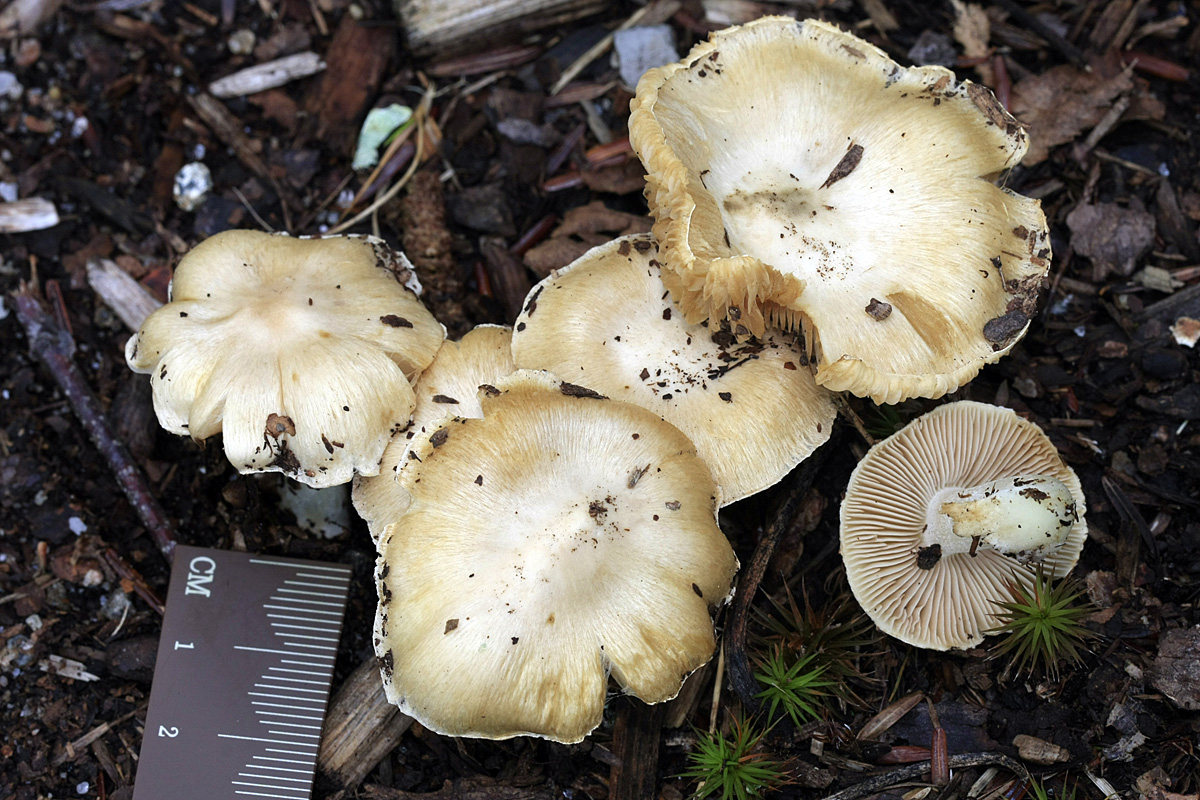
!!!Inocybe sambucina!!!
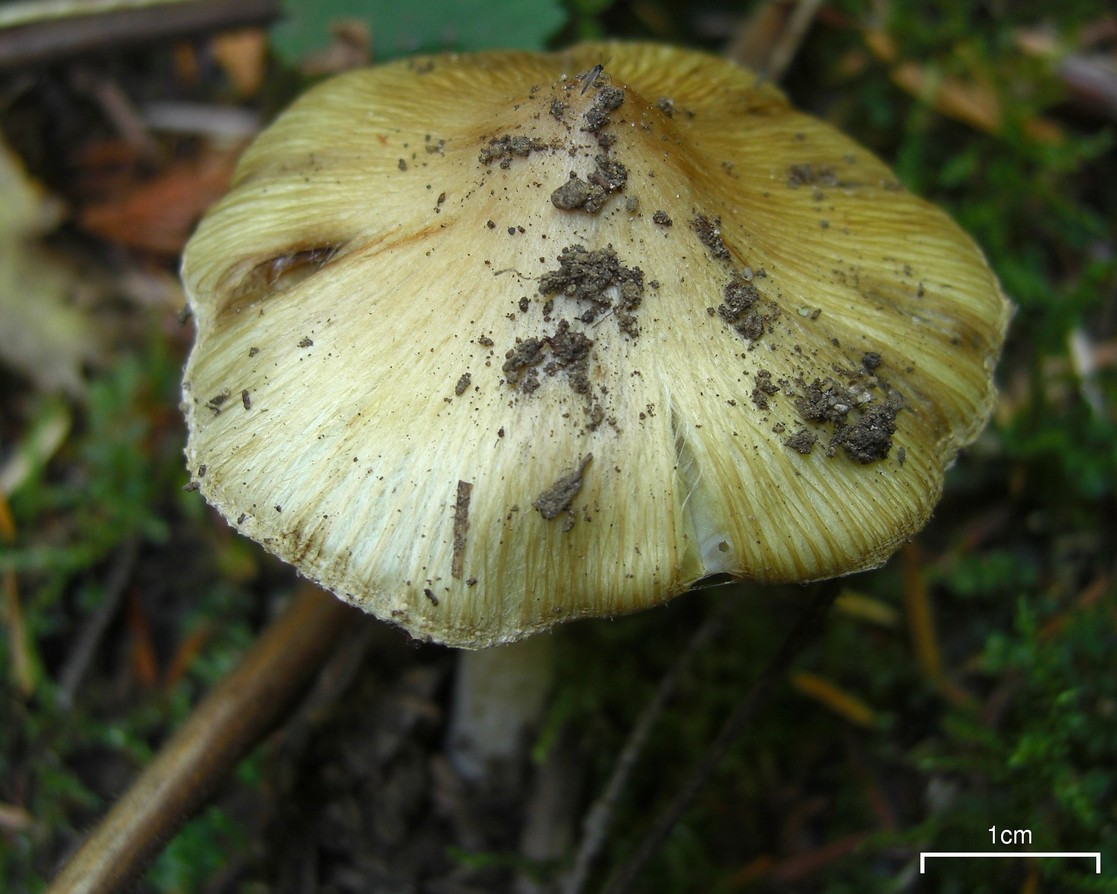
!!Inocybe sororia!!
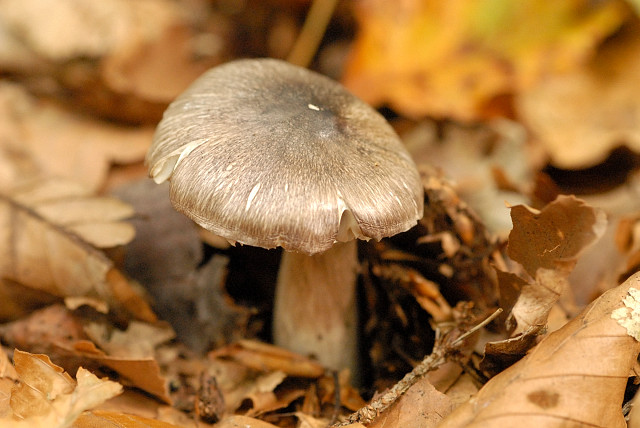
!!!Inocybe splendens!!!
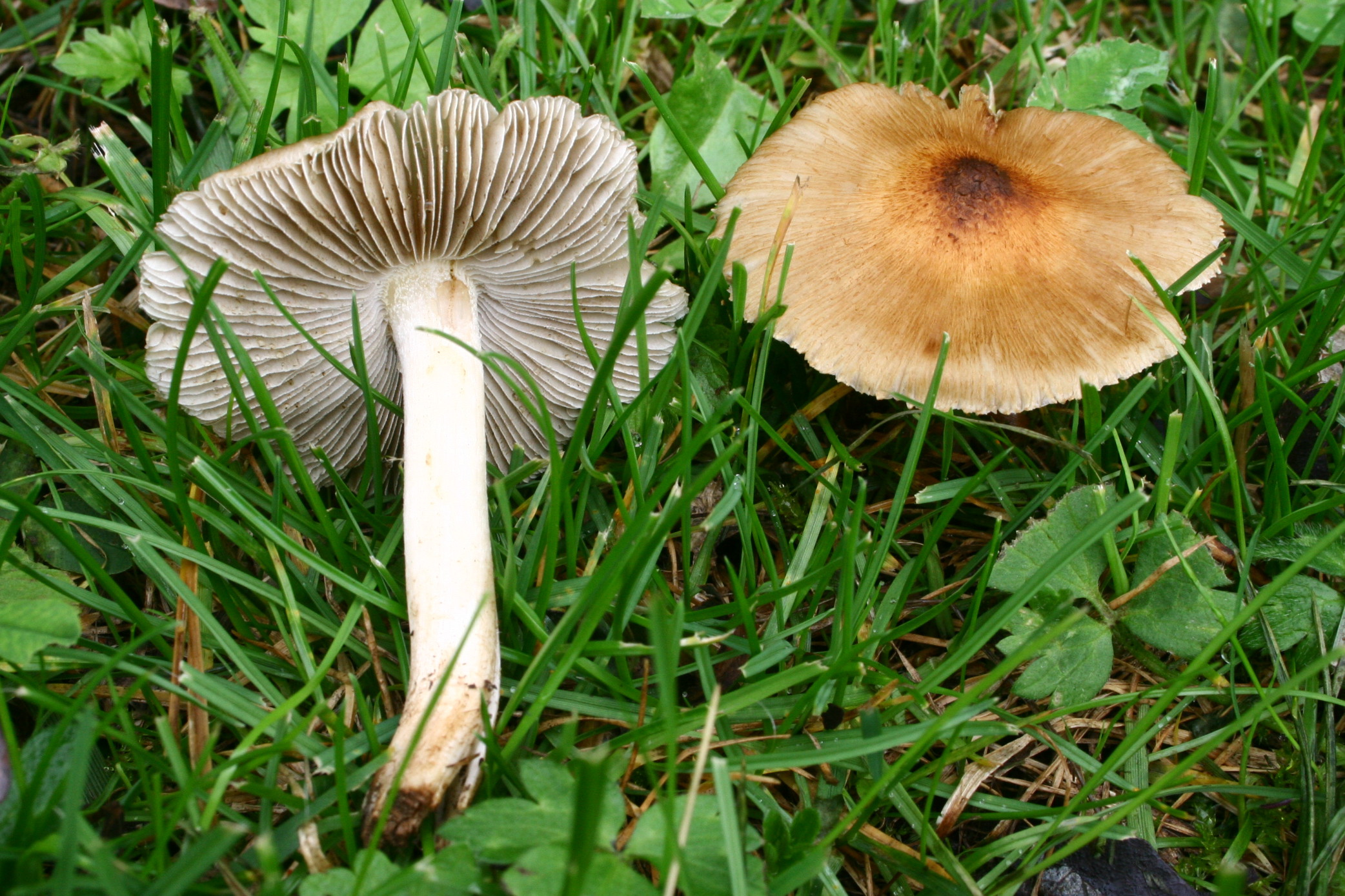
!!Inocybe squamata!!
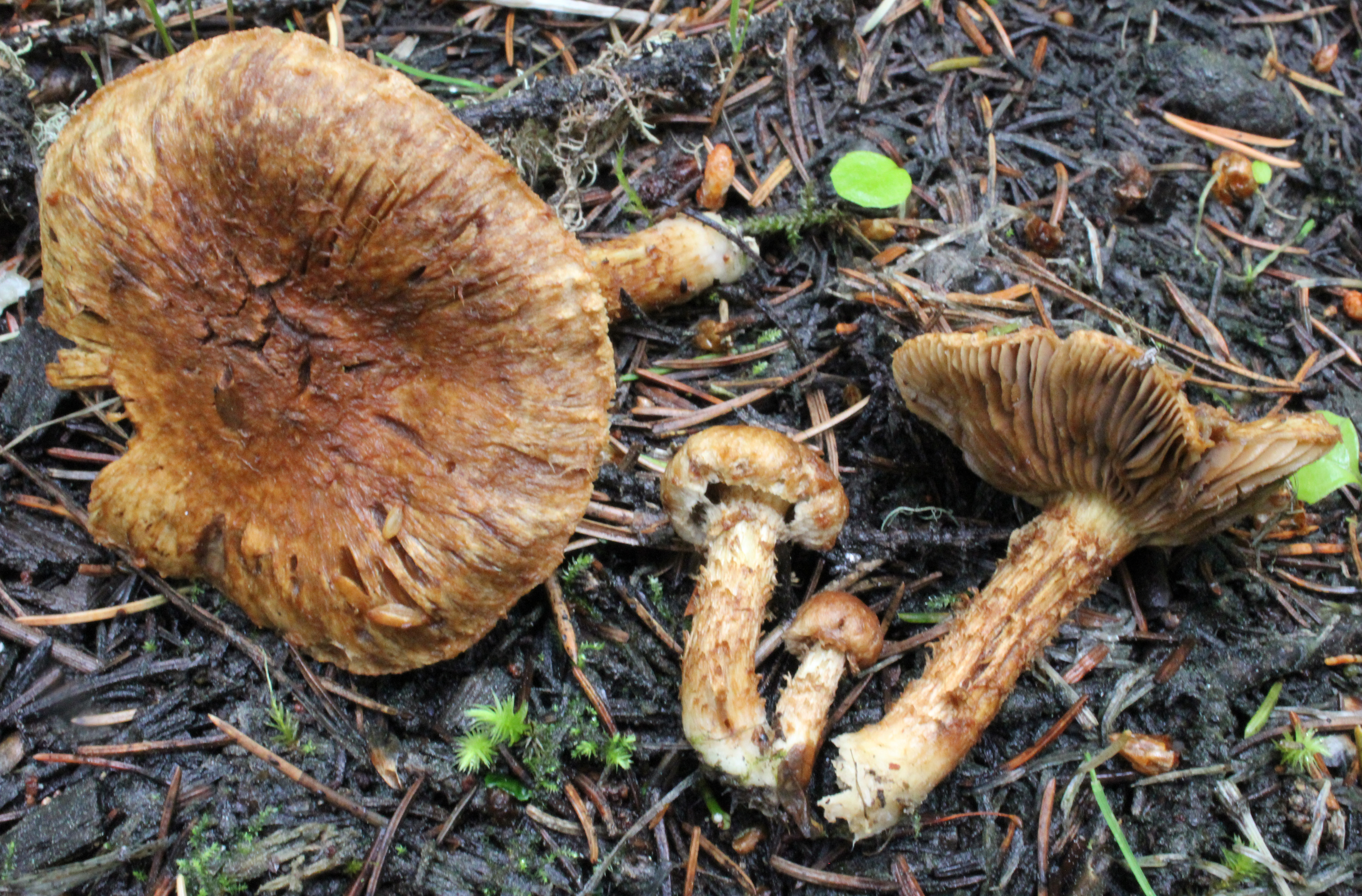
!!Inocybe terrigena!!
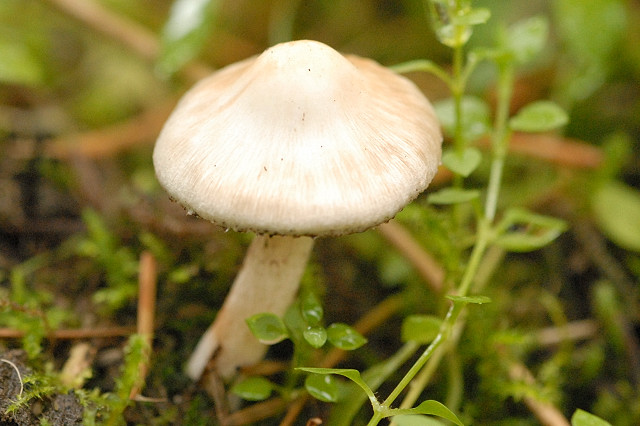
!!Inocybe.umbratica!!
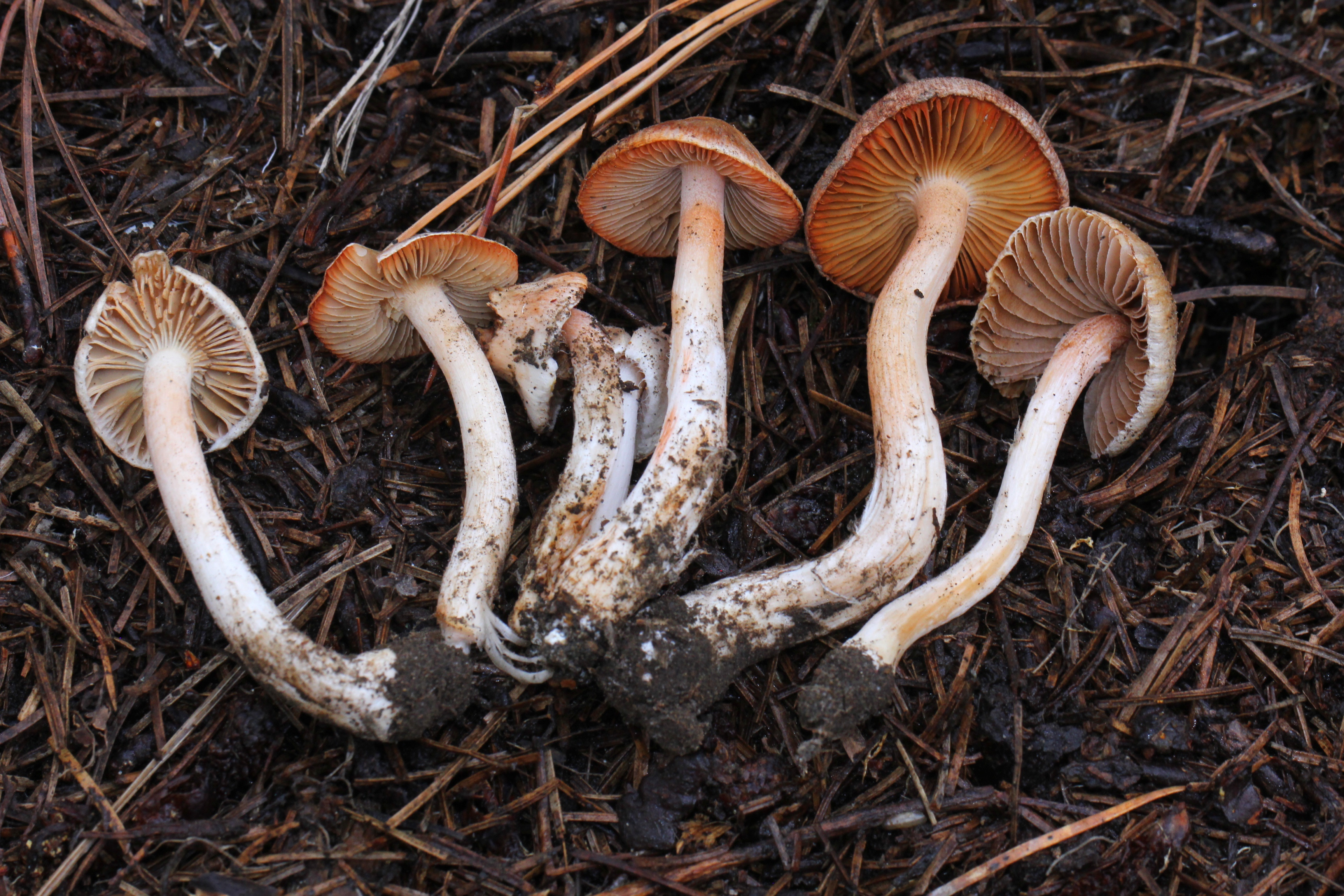
!!!Inocybe whitei!!!

## Valorificare
Inocybe sindonia este o specie foarte otrăvitoare și destul de comună, care crește în habitate în care oamenii se așteaptă să găsească ciuperci comestibile. Asta o face foarte periculoasă. Simptomele otrăvirii de către aceasta sunt cele asociate cu otrăvirea prin muscarină. O salivație excesivă și transpirație se instalează după o jumătate de oră de la consumul acestor ciuperci. În funcție de cantitatea consumată, victimele pot suferi, de asemenea, dureri puternice abdominale, grețuri și diaree, împreună cu o vedere încețoșată și o respirație grea. Oricine cu o inimă slăbită sau cu probleme respiratorii este extrem expus riscului de moarte. Dar cel puțin încă nu sunt raportate decese de persoane sănătoase din cauza consumului acestor bureți.